# NGC 5463
NGC 5463 (ook: NGC 5463A) is een spiraalvormig sterrenstelsel in het sterrenbeeld Ossenhoeder. Het hemelobject werd op 19 maart 1784 ontdekt door de Duits-Britse astronoom William Herschel.

## Synoniemen
- UGC 9017
- MCG 2-36-40
- ZWG 74.102
- PGC 50299